# Liste des œuvres d'art de la Côte-d'Or
Cet article vise à recenser les œuvres d'art dans l'espace public de la Côte-d'Or, en France.

## Liste
Les œuvres sont classées par ordre alphabétique de communes et, au sein de celles-ci, par ordre chronologique d'installation, dans la mesure des informations disponibles.

### Sculptures
| Œuvre                                                                                            | Auteur                | Commune                    | Localisation                            | Notes                                   | Installation                            | Coordonnées                             | Illustration                            |
| ------------------------------------------------------------------------------------------------ | --------------------- | -------------------------- | --------------------------------------- | --------------------------------------- | --------------------------------------- | --------------------------------------- | --------------------------------------- |
| Buste de Jean Desnoyer                                                                           | Mireille Juarez-Brin  | Alise-Sainte-Reine         | À déterminer                            |                                         | À déterminer                            | à géolocaliser                          | Image manquante                         |
| Statue équestre de Jeanne d'Arc                                                                  | Pierre Lenordez       | Alise-Sainte-Reine         | À déterminer                            | Représente Jeanne d'Arc.                | À déterminer                            | à géolocaliser                          | Image manquante                         |
| Monument à Vercingétorix                                                                         | Aimé Millet           | Alise-Sainte-Reine         | À déterminer                            | Inscrit MH (2012).                      | À déterminer                            | 47° 32′ 19″ nord, 4° 29′ 26″ est        | Vercingétorix                           |
| Le Lieutenant Bonaparte                                                                          | François Jouffroy     | Auxonne                    | À déterminer                            |                                         | 1857                                    | à géolocaliser                          | Le Lieutenant Bonaparte                 |
| Statue de Gaspard Monge                                                                          | À déterminer          | Beaune                     | À déterminer                            | Représente Gaspard Monge.               | À déterminer                            | 47° 01′ 28″ nord, 4° 50′ 18″ est        | Statue de Gaspard Monge                 |
| Pierre Joigneaux                                                                                 | À déterminer          | Beaune                     | À déterminer                            | Représente Pierre Joigneaux.            | À déterminer                            | 47° 01′ 31″ nord, 4° 50′ 03″ est        | Pierre Joigneaux                        |
| Buste de Louis Cailletet                                                                         | Arno Mercier          | Châtillon-sur-Seine        | À déterminer                            |                                         | À déterminer                            | à géolocaliser                          | Image manquante                         |
| Des fleurs et des feuilles                                                                       | Yvan Baudoin          | Châtillon-sur-Seine        | À déterminer                            |                                         | À déterminer                            | à géolocaliser                          | Image manquante                         |
| Enclume                                                                                          | Christophe Allegri    | Châtillon-sur-Seine        | À déterminer                            |                                         | À déterminer                            | à géolocaliser                          | Image manquante                         |
| Ours                                                                                             | Yvan Baudoin          | Châtillon-sur-Seine        | À déterminer                            |                                         | À déterminer                            | à géolocaliser                          | Image manquante                         |
| Saint Bernard                                                                                    | David Schneider       | Châtillon-sur-Seine        | À déterminer                            |                                         | À déterminer                            | à géolocaliser                          | Image manquante                         |
| La Sirène des bords de Seine                                                                     | Alexandre Ladarré     | Châtillon-sur-Seine        | À déterminer                            |                                         | À déterminer                            | à géolocaliser                          | Image manquante                         |
| La Cavale                                                                                        | Michel Couqueberg     | Chevigny-Saint-Sauveur     | À déterminer                            |                                         | À déterminer                            | à géolocaliser                          | Image manquante                         |
| Onze verticales de lumière pour un horizon nocturne                                              | Michel Verjux         | Clamerey                   | Canal de Bourgogne, berges              |                                         | 1994                                    | 47° 23′ 34″ nord, 4° 26′ 41″ est        | Image manquante                         |
|                                                                                                  |                       | Dijon                      | Voir la liste des œuvres d'art de Dijon | Voir la liste des œuvres d'art de Dijon | Voir la liste des œuvres d'art de Dijon | Voir la liste des œuvres d'art de Dijon | Voir la liste des œuvres d'art de Dijon |
| Construction plastique spatio-temporelle n°10 émanant de la pyramide, hommage à Maurice Allemand | Jean Gorin            | Genlis                     | Collège Albert-Camus                    |                                         | 1980                                    | 47° 14′ 18″ nord, 5° 13′ 40″ est        | Image manquante                         |
| Interrogation                                                                                    | Michel Couqueberg     | Longvic                    | À déterminer                            |                                         | À déterminer                            | à géolocaliser                          | Image manquante                         |
| L'Arche aux oiseaux                                                                              | Michel Couqueberg     | Marsannay-la-Côte          | À déterminer                            |                                         | À déterminer                            | à géolocaliser                          | Image manquante                         |
| Sans titre                                                                                       | Bertrand Vivin        | Molesme                    | Église Sainte-Croix                     |                                         | 2000                                    | à géolocaliser                          | Image manquante                         |
| Statue de Louis Jean-Marie Daubenton                                                             | À déterminer          | Montbard                   | Parc Buffon                             | Représente Louis Jean-Marie Daubenton.  | À déterminer                            | à géolocaliser                          | Statue de Louis Jean-Marie Daubenton    |
| Statue de Lazare Carnot                                                                          | Jules Roulleau        | Nolay                      | À déterminer                            | Représente Lazare Carnot.               | À déterminer                            | à géolocaliser                          | Statue de Lazare Carnot                 |
| Dr Jekyll & Mister Hyde                                                                          | Didier Fiuza Faustino | Saint-Symphorien-sur-Saône | Canal du Rhône au Rhin                  |                                         | À déterminer                            | à géolocaliser                          | Image manquante                         |
| Buste de Marcel Roclore                                                                          | À déterminer          | Saulieu                    | Place du Docteur-Roclore                | Représente Marcel Roclore.              | À déterminer                            | à géolocaliser                          | Buste de Marcel Roclore                 |
| Grand Taureau                                                                                    | François Pompon       | Saulieu                    | À déterminer                            |                                         | À déterminer                            | à géolocaliser                          | Grand Taureau                           |
| Sans titre                                                                                       | Gérard Garouste       | Talant                     | Église Notre-Dame                       |                                         | À déterminer                            | à géolocaliser                          | Image manquante                         |

### Monuments aux morts
| Œuvre                                              | Auteur                                 | Commune               | Localisation                                                                               | Notes                                   | Installation                            | Coordonnées                             | Illustration                                       |
| -------------------------------------------------- | -------------------------------------- | --------------------- | ------------------------------------------------------------------------------------------ | --------------------------------------- | --------------------------------------- | --------------------------------------- | -------------------------------------------------- |
| Poilu au repos (monument aux morts)                | Copie d'après Étienne Camus            | Bellenot-sous-Pouilly | Au bord du rond point, à l'intersection de la grande rue du pâtis et du chemin de la barre |                                         | À déterminer                            | 47° 16′ 54″ nord, 4° 32′ 45″ est        | Image manquante                                    |
| Monument aux morts                                 | À déterminer                           | Châteauneuf           | À déterminer                                                                               |                                         | À déterminer                            | à géolocaliser                          | Monument aux morts                                 |
| Monument aux morts de la Première Guerre mondiale  | Raoul Josset                           | Châtillon-sur-Seine   | À déterminer                                                                               |                                         | À déterminer                            | à géolocaliser                          | Image manquante                                    |
| Monument aux tirailleurs sénégalais                | Yvan Baudoin                           | Châtillon-sur-Seine   | À déterminer                                                                               |                                         | À déterminer                            | à géolocaliser                          | Image manquante                                    |
|                                                    |                                        | Dijon                 | Voir la liste des œuvres d'art de Dijon                                                    | Voir la liste des œuvres d'art de Dijon | Voir la liste des œuvres d'art de Dijon | Voir la liste des œuvres d'art de Dijon | Voir la liste des œuvres d'art de Dijon            |
| Poilu au repos (monument aux morts)                | Copie d'après Étienne Camus            | Fleurey-sur-Ouche     | Au bord de la rue du château (RD 104), près du pont sur le canal de Bourgogne              |                                         | 1921                                    | 47° 18′ 50″ nord, 4° 51′ 34″ est        | Monument aux morts de Fleurey-sur-Ouche            |
| Le Poilu victorieux (monument aux morts)           | Copie d'après Eugène Bénet             | La Roche-en-Brenil    | À déterminer                                                                               |                                         | À déterminer                            | à géolocaliser                          | Le Poilu victorieux (monument aux morts)           |
| Le Poilu victorieux (monument aux morts)           | Copie d'après Eugène Bénet             | Marcilly-sur-Tille    | À déterminer                                                                               |                                         | À déterminer                            | à géolocaliser                          | Le Poilu victorieux (monument aux morts)           |
| Poilu au repos (monument aux morts)                | Copie d'après Étienne Camus            | Moloy                 | Intersection de la grand rue et de la rue de l'abergement                                  |                                         | 1922                                    | à géolocaliser                          | Poilu au repos (monument aux morts)                |
| La Victoire en chantant (monument aux morts),      | Copie d'après Charles Édouard Richefeu | Seurre                | Cours de Verdun                                                                            |                                         | À déterminer                            | 46° 59′ 50″ nord, 5° 08′ 50″ est        | Image manquante                                    |
| Poilu baïonnette au canon (d) (monument aux morts) | Copie d'après Étienne Camus            | Verrey-sous-Salmaise  | À déterminer                                                                               |                                         | À déterminer                            | à géolocaliser                          | Poilu baïonnette au canon (d) (monument aux morts) |

### Fontaines
| Œuvre | Auteur | Commune | Localisation                            | Notes                                   | Installation                            | Coordonnées                             | Illustration                            |
| ----- | ------ | ------- | --------------------------------------- | --------------------------------------- | --------------------------------------- | --------------------------------------- | --------------------------------------- |
|       |        | Dijon   | Voir la liste des œuvres d'art de Dijon | Voir la liste des œuvres d'art de Dijon | Voir la liste des œuvres d'art de Dijon | Voir la liste des œuvres d'art de Dijon | Voir la liste des œuvres d'art de Dijon |

### Œuvres disparues ou retirées
| Œuvre                      | Auteur                 | Commune   | Localisation                | Notes | Installation | Coordonnées    | Illustration |
| -------------------------- | ---------------------- | --------- | --------------------------- | --- | ------------ | -------------- | --- |
| Buste de Paul Bouchard,    | Henri Bouchard         | Beaune    | Dans le parc de la Bouzaize | Fondu sous le régime de Vichy, dans le cadre de la mobilisation des métaux non ferreux.                                 | 1899         | à géolocaliser | Image manquante |
| Buste de Félix Ziem,       | Victor Ségoffin        | Beaune    | Sur la place Ziem           | Représentait Félix Ziem. Fondu sous le régime de Vichy, dans le cadre de la mobilisation des métaux non ferreux.        | 1931         | à géolocaliser | Image manquante |
| Monument à Sadi Carnot,    | Georges Loiseau-Bailly | Beaune    | Sur la place Carnot         | Représentait Sadi Carnot. Fondu sous le régime de Vichy, dans le cadre de la mobilisation des métaux non ferreux.       | 1896         | à géolocaliser | Image manquante |
| Statue d'Eugène Guillaume, | Jules Déchin           | Montbard  | Sur la place de la mairie   | Représentait Eugène Guillaume. Fondue sous le régime de Vichy, dans le cadre de la mobilisation des métaux non ferreux. | 1911         | à géolocaliser | Image manquante |
| Statue de Sadi Carnot,     | Alexandre Falguière    | Nolay     | Devant l'hôtel de ville     | Représentait Sadi Carnot. Fondue sous le régime de Vichy, dans le cadre de la mobilisation des métaux non ferreux.      | 1895         | à géolocaliser | Statue de Sadi Carnot« Monument à Sadi Carnot à Nolay », sur À nos grands hommes,« Monument à Sadi Carnot à Nolay », sur e-monumen |
| Buste d'Eugène Spuller,    | Paul Gasq              | Sombernon | À déterminer                | Représentait Eugène Spuller. Fondu sous le régime de Vichy, dans le cadre de la mobilisation des métaux non ferreux.    | 1904         | à géolocaliser | Image manquante |